# Rosa (Türingia)
Rosa település Németországban, azon belül Türingiában. Lakosainak száma 683 fő (2023. december 31.). Rosa Schwallungen és Roßdorf községekkel határos.

## Népesség
A település népességének változása:
| Lakosok száma | 693  | 688  | 665  | 674  | 683  |
|               | 2017 | 2019 | 2021 | 2022 | 2023 |